# Aghmat

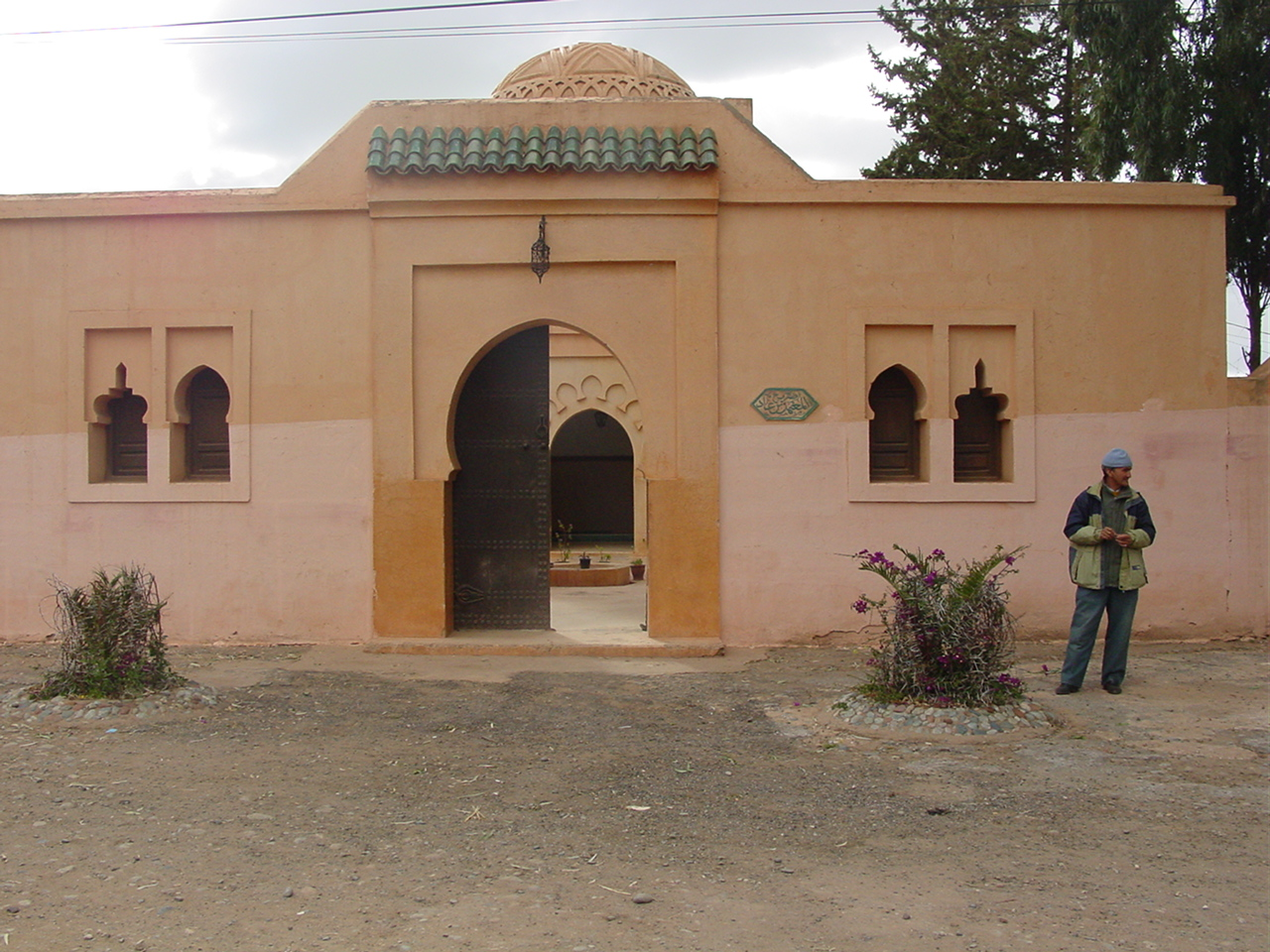
mausoleum van Al-Mu’tamid

Aghmat (Tashelhiyt: Aɣmat, Arabisch: غمات Āghmāt) was een belangrijke commerciële middeleeuwse Berberstad in Marokko. Het is vandaag de dag een archeologische vindplaats die bekend staat als "Joumâa Aghmat".

## Ligging
Aghmat lag ongeveer 30 kilometer ten zuidoosten van het huidige Marrakesh

## Geschiedenis
Na de dood van Idris II in 828 was Marokko verdeeld onder zijn twee zoons. Aghmat werd de hoofdstad van de Soussregio onder de Idrisidische prins Abdullah. De Almoraviden kwamen Aghmat binnen in 1058 en toen werd het ook hun hoofdstad.
- Nationale Bibliotheek van Israël: 987011946663405171